# スーツアクター
スーツアクター (Suit Actor) は、着ぐるみを着用して擬斗やスタントなどの演技をする俳優にしてスタントマン。言葉そのものは日本の特撮映画・テレビドラマで使われてきた和製英語で、ハリウッド映画など海外では用いられてない。

## 概要
着ぐるみ・ぬいぐるみを着用して、変身 (ヒーロー)・怪獣・ロボットなど人間と外見の異なるものを演じる。
古くは映画『ゴジラ』でゴジラの初代スーツアクターを務めた中島春雄（2代目は薩摩剣八郎が務めた）や、『大アマゾンの半魚人』でギルマンのスーツアクターを務めた、ベン・チャップマンらがいる。
過去の変身ヒーローものの作品では、変身前の主人公を演ずる俳優自身が全てのスーツアクションを行っていた時代もあった。1960年のテレビドラマ『新 七色仮面』では千葉真一がスーツアクションを自ら行い、器械体操で培った千葉のアクロバティックな擬斗・スタントは、後に製作されていく変身ヒーローを題材とした作品にも大きな影響を与えていくこととなる。1971年のテレビドラマ『仮面ライダー』では藤岡弘が初期の回で自らライダーの衣装を着て演じていたことがあった。また東映のスーパー戦隊シリーズでは、『科学戦隊ダイナマン』以降、最終回やその付近では変身前の俳優自らがスーツアクターとしてアクションを行い、その他の回では普段のスーツアクターが素顔でゲスト出演するのが恒例になっている。
映像作品において、現在では専業とする者もいるが、当初は（売出し中の）通常の俳優が請け負うことが多かった。しかし、俳優の命とされる顔が露出しないことがほとんどであり、まれに露出しても一部だけであったり滑稽な姿になってしまうことから、敬遠されるのが通常であった。一方でゴジラやウルトラマンといった製作会社の看板にまで成長した作品においては、その役を演じたことを誇るようになったケースもある。『仮面ライダーシリーズ』では主役の仮面ライダーを演じた中屋敷鉄也や高岩成二らは他者には真似のできない演技を構築し、独自のプライドを持つ役者たりえることもある。近年では、特撮番組愛好者の幅が広がったことにより、着ぐるみ演者そのもののファンも多く現れ、メディアで取り上げられることも増えており、松井玲奈のようにスーツアクターのファンであることを公言する芸能人も現れている。
着ぐるみ人形による子供向けの舞台劇を行う劇団も存在する。この舞台劇に用いられる着ぐるみの中の役者もスーツアクターの一種である。マスコットやイメージキャラクターの場合には、アルバイトのように専門職でない者が演じることが多い。北海道テレビ放送が制作した『水曜どうでしょう』では素人に近かった安田顕にHTBマスコットキャラクター「onちゃん」の着ぐるみを着せたところ、そのまま専属スーツアクターのようなものになってしまったという例もある。プロ野球の球団マスコットについても、バック転などの派手なパフォーマンスを売りにすることが多いため、専属のスーツアクターが担当することが多い。基本的には公表しないが、元プロ野球選手で阪急ブレーブス→オリックス・ブルーウェーブに所属した島野修のみが公表された球団専属のスーツアクターとしている。
キャスティングの最終的権限は、プロデューサーにある。
ギャラについては、事務所に差し引かれた後の額しか教えて貰えず正確な単価は事務所と取引先（映画会社など）にしかわからない場合がほとんどだという。

## 呼称
この用語が使用されるようになった時期については、1992年発売の『ゴジラ怪獣超クイズ』にて、「スーツメイション・アクター」という言葉が使用されていた。スーツアクターという呼称が定着する以前は、着ぐるみ俳優（ぬいぐるみ俳優）と呼ばれていた。
ハリウッドではまれに「スーツパフォーマー」と呼ばれることもあり、『ターミネーター4』にてT-600を演じたクリーチャー俳優のブライアン・スティールはエンドロールにて「T-600 Suit Performer」と表記されている。
高岩成二は、スーツアクターという呼称が定着したのは『仮面ライダー電王』の頃で、それまでは「中の人」という言い回しをしていたと述べている。

## 演技と技術
スーツアクターは通気性の良くない、作品によっては重い着ぐるみで全身を覆われるため、内部に熱がこもりやすく体力的にタフでなければならない。さらに作品や着ぐるみによっては、視界や関節に大きな制限がかかった状況で殺陣やアクション、さらにはスタントを行わなければならない場合があることから、生身のスタントマンよりも高度な技術が必要とされる。
通常は表情を用いた演技ができないため、全身を使った高い演技力、パントマイムの技量が求められる。
その一方で後述のように素顔を見せることがほとんどないため、その演技が年齢や外見に左右されないメリットもあり、一つの作品で複数の人物やキャラクターを演じることが可能である。またスーツアクターの体力と技量次第では、新堀和男や高岩成二などのように20年近くわたってヒーローの中身を演じ続けられるだけでなく、小柄な男性スーツアクターが女性キャラクターの中身（女形）を演じたりすることも可能である。だが、変身前の俳優と体格や背丈が違うスーツアクターは、視聴者に違和感を与えてしまうというデメリットもある。
「動き」と「声」の違いこそあれど、素顔を見せないメリットは声優のそれと共通する点もある。
変身ヒーロー作品のスーツアクターはスタントをこなしながらキャラクターを演じており、アクションの実力が高くてもヒーローの演技ができるとは限らないとされる 。

## クレジットタイトル
スーツアクターは「裏方」でこそないが、かといって映像作品で表に現れるような役割でもない。例えば東映の特撮テレビ番組でのキャストクレジットでは、彼らは役名無しで名前をひとまとめに表示されて、その下に「（ジャパンアクションエンタープライズ）」「（ジャパンアクションクラブ）」等と付されるのが通例である。ただしJAE以外に属する者もひとまとめにされる。スーツアクターの名前が演じたヒーローの名前を冠してクレジットに表記されるのは映画版などに限られていたが、『機界戦隊ゼンカイジャー』の最終回ではスーツアクターに役名が併記されている。超星神シリーズや『トミカヒーロー レスキューファイアー』ではOPで「変身後の役名：スーツアクター」と紹介される。ウルトラシリーズでもかつては「ヒーロー名：スーツアクター」「怪獣：スーツアクター」と記載されていたが、『ウルトラマンティガ』の途中から「特技アクション：スーツアクター」という風に役名が外された。しかしその後『ウルトラマンX』で「役名︰スーツアクター」の表記に戻っている。ゴジラシリーズでは一貫して「怪獣：スーツアクター」の表記が続いている。ただしスーツアクターも、例えば怪人に襲われる脇役のようにやられる側にもスタントの技量が必要な役を演じるときには素顔で姿を現す。

## 養成
アクション俳優専門の芸能事務所では、スーツアクター専門というわけではないが、アクション俳優の養成のための部門を設けているところがある。例えばジャパンアクションエンタープライズ(JAE)では「養成部」として、1年間にわたって各種の殺陣や武術、スタントの基礎などをトレーニングする。他にアクション俳優を養成する専門学校もある。だがこうした過程を経ても実際にスーツアクターとして演技できる者は少ない。NHK教育テレビジョン『あしたをつかめ 平成若者仕事図鑑』で当時JAE所属の伊藤教人を取り上げた回によると、彼の同期生21人の内、3年経って残っているのは6名に過ぎないという。養成部を終えた2年目からは先輩俳優の着替えの補助業務などを手伝いながら撮影現場の雰囲気に慣れていき、まずは戦闘員や（転びながら逃げる一般市民役も含めて）、さらに怪人役とステップアップしてゆく。しかし、その戦闘員役を掴むのも一苦労。手が足りない時以外は、ある程度技量を認められない限り役は回ってこない。あるとしても、後ろで右往左往してるだけの場合が多い。台本については、1冊を同期の新人と回し読みしながら覚えていく。さらに年齢を重ねると一般の俳優としての活動を主にしたり、殺陣師・アクション監督などといったスタッフに、あるいは養成部での講師など指導する立場に廻る。

## 属するプロダクション
※五十音順
- Eプロダクション（ディズニーリゾート）
- 大野剣友会
- ジャパンアクションエンタープライズ (JAE ) - 旧社名：ジャパンアクションクラブ (JAC ）
- ジョイントアクションクラブ
- 円谷プロダクション
- レッドアクションクラブ

など。スーツアクターは同時にスタントマン/スタントウーマンでもあることから、多くの場合これらやアクション俳優を専門とする芸能事務所に属している。

## スーツアクターを題材とした作品
- 映画
  - イン・ザ・ヒーロー - かつてスーツアクター経験のある俳優・唐沢寿明主演の映画。スーツアクターを主眼においた映画作品。
- テレビドラマ
  - 私が愛したウルトラセブン - 『ウルトラセブン』の制作現場をモデルとしたテレビドラマ。
  - ウルトラマンになりたかった男 - ウルトラシリーズの架空の制作現場を題材としたテレビドラマ。
- 漫画
  - 仮面ライダーをつくった男たち - 『仮面ライダー』の制作現場を描いたドキュメンタリー漫画。大野剣友会が題材の一つとなっている。
  - ヌイグルメン! - 唐沢なをきの漫画作品。スーツアクターを主人公に据え、特撮番組製作の裏側を描いた作品。